# Neotomys ebriosus
Neotomys ebriosus és una espècie de mamífer rosegador de la família dels cricètids. Viu a altituds d'entre 2.500 i 4.600 msnm a l'Argentina, Bolívia, el Perú i Xile. Es tracta d'un animal herbívor. Els seus hàbitats naturals són els rierols i les zones humides. Està amenaçat per la modificació del seu medi per les activitats humanes, com ara la irrigació de conreus.